# Coryphaenoides marginatus
Coryphaenoides marginatus är en fiskart som beskrevs av Franz Steindachner och Döderlein, 1887. Coryphaenoides marginatus ingår i släktet Coryphaenoides och familjen skolästfiskar. Inga underarter finns listade i Catalogue of Life.